# Асканио
«Асканио» (фр. Ascanio, ou L'Orfèvre du roi, букв. «Асканио, или Королевский золотых дел мастер») — роман Александра Дюма, написанный на основе мемуаров Бенвенуто Челлини при содействии драматурга Поля Мёриса. Впервые издан в Брюсселе в 1843 году. В 1852 году на тот же сюжет была написана пьеса «Бенвенуто Челлини».

## Сюжет
Действие романа происходит в Париже и Фонтенбло первой половины 1540-х годов.
Сюжет книги начинается с молчаливого любования красивого юноши прекрасной девушкой. Оказавшись преградой на пути подвыпившего студента и тут же подружившись с ним, юноша выясняет, что объект его воздыханий зовут Коломба и она живёт в Малом Нельском замке, являясь дочерью парижского прево Робера д’Эстурвиля, живущего в резиденции в Шатле, но занимающего (не особо законно) поместье Нель. Вернувшись домой, юноша оказывается заглавным героем книги, юным флорентийцем Асканио, подмастерьем именитого ювелира и скульптора Бенвенуто Челлини, не так давно перебравшегося из Италии во Францию и подыскивающего новое просторное место для своей мастерской — удачным кандидатом на которое оказывается не используемая прево фактически часть поместья, известная как Большой Нельский замок.
Воспользовавшись неожиданным визитом короля в сопровождении придворных и снискав его расположение, Челлини получает право на замок и, не без военных действий, переселяется туда вместе с учениками. Молодые люди наконец знакомятся непосредственно, однако, несмотря на очевидную обоюдность своих чувств, их отношения развиваются на фоне противных этому интересов окружающих — её отца, одновременно желающего отомстить «оккупантам» и выдать дочь за престарелого графа д’Орбека для возвышения своего «новодворянского» рода, королевской фаворитки герцогини д’Этамп, влюбившейся в Асканио и готовой ради него даже предать Францию, чтобы сделать его герцогом Миланским (несмотря на отсутствие у самого юноши интереса к этому и вообще к любым почестям, кроме заслуженных художественным мастерством) и, до какого-то момента, самого благодетеля Асканио, Бенвенуто, влюбившегося в Коломбу, как художник в совершенную красоту и выразившего готовность бороться за неё с кем угодно — но пожертвовавшего своей любовью ради ученика, которого любит как сына.
Не без невзгод и с помощью Бенвенуто, молодые люди соединяются в браке. Пользуясь ранее пожалованной королём грамотой, мастер делает Асканио вместо себя французским дворянином, а воспользовавшись данным ему Франциском правом повелевать в течение минуты по праву короля — и управляющим королевских замков. Для себя же Бенвенуто Челлини просит лишь позволения вернуться во Флоренцию, чтобы излечить израненное сердце.

## Влияние романа
В 1852 году драматург Поль Мёрис (соавтор Дюма при написании произведения) написал пьесу «Бенвенуто Челлини», впоследствии использованную либреттистом Луи Галле и композитором Камилем Сен-Сансом для создания большой оперы «Асканио» (1890).